# Seabrook (Texas)
Seabrook é uma cidade localizada no estado norte-americano do Texas, no Condado de Chambers, Condado de Galveston e Condado de Harris.

## Demografia
Segundo o censo norte-americano de 2000, a sua população era de 9443 habitantes.
Em 2006, foi estimada uma população de 11.182, um aumento de 1739 (18.4%).

## Geografia
De acordo com o United States Census Bureau tem uma área de 55,7 km², dos quais 14,8 km² cobertos por terra e 40,9 km² cobertos por água.

## Localidades na vizinhança
O diagrama seguinte representa as localidades num raio de 8 km ao redor de Seabrook.